# NGC 4049
NGC 4049 је спирална галаксија у сазвежђу Береникина коса која се налази на NGC листи објеката дубоког неба.
Деклинација објекта је + 18° 45' 9" а ректасцензија 12h 2m 54,5s. Привидна величина (магнитуда) објекта NGC 4049 износи 13,9 а фотографска магнитуда 14,5. NGC 4049 је још познат и под ознакама UGC 7027, MCG 3-31-21, CGCG 98-31, KUG 1200+190, PGC 38050.